# جوسو، ایباراکی
جوسو در استان ایباراکی در کشور ژاپن واقع شده‌است  که دارای جمعیت ۶۵٬۸۵۸ نفر و مساحت ۱۲۳٫۵۲ کیلومتر مربع با تراکم جمعیت ۵۳۳  نفر در کیلومترمربع است و در تاریخ ۱۰ ژوئیه ۱۹۵۴ به عنوان شهر شناخته شد.